# جان هنری پوئینتینگ
جان هنری پوینتینگ (به انگلیسی: John Henry Poynting) فیزیک‌دان بریتانیایی بود. وی از سال ۱۸۸۰ تا هنگام مرگش استاد فیزیک در کالج دانش میسون (امروزه دانشگاه بیرمنگام) بود.
او از سال ۱۸۷۲ تا ۱۸۷۶ در دانشگاه کمبریج تحصیل نمود و در اواخر دههٔ ۱۸۷۰ در آزمایشگاه کاوندیش در کمبریج و زیر نظر جیمز کلارک ماکسول کار می‌کرد.
وی به همراه جوزف جان تامسون، برندهٔ جایزه نوبل در فیزیک یک کتاب درسی چند جلدی فیزیک نوشت که حدود ۵۰ سال تا حدود یک سوم اول قرن ۲۰ام مورد استفادهٔ گسترده بود. قسمت عمدهٔ کتاب را پوئینتینگ نوشته بود.

## منیع
1. ↑  John Henry Poynting's biography at Institute of Physics.
2. ↑  For a lengthy though incomplete listing of the editions of Poynting and Thomson's Text-book of Physics see Worldcat.org.
3. ↑  Reported in the biography of JJ Thomson by Davis & Falconer, previewable at Google Book Search Preview.